# Dafydd Gam
Dafydd ap Llewelyn ap Hywel (v. 1380 – 25 octobre 1415), plus connu sous le nom de Dafydd Gam, était un noble gallois célèbre pour son opposition à Owain Glyndŵr.
Il soutient l'usurpation d'Henri Bolingbroke en 1399 et reçoit des terres en récompense.
Hostile à la révolte des Gallois, ses terres de Brecon sont la cible des attaques d'Owain Glyndŵr en 1402-1403. Le 5 mai 1405, Dafydd mène avec John Talbot les troupes anglaises à la victoire près d'Usk. Il capture Gruffudd, le fils aîné d'Owain. Il reçoit les terres d'Owain en Ceredigion.
En 1412, Dafydd est capturé par Owain au cours d'une embuscade à Brecon, ce dernier exige une rançon. Ceci constitue le dernier véritable éclat de la rébellion. C'est la dernière fois qu'Owain est vu vivant par ses ennemis.
À l'été 1415, Dafydd s'embarque pour la France en compagnie du nouveau roi Henri V. Le 25 octobre, il participe à la bataille d'Azincourt et est tué en menant une charge visant à défendre Henri, menacé par les troupes du duc d'Alençon.
Par son unique fille Gwladys, Dafydd est le grand-père de William Herbert, 1er comte de Pembroke et combattant de la Guerre des Deux-Roses.